# Almsjuka
För svamparten med samma namn, se Almsjuka (svampart)

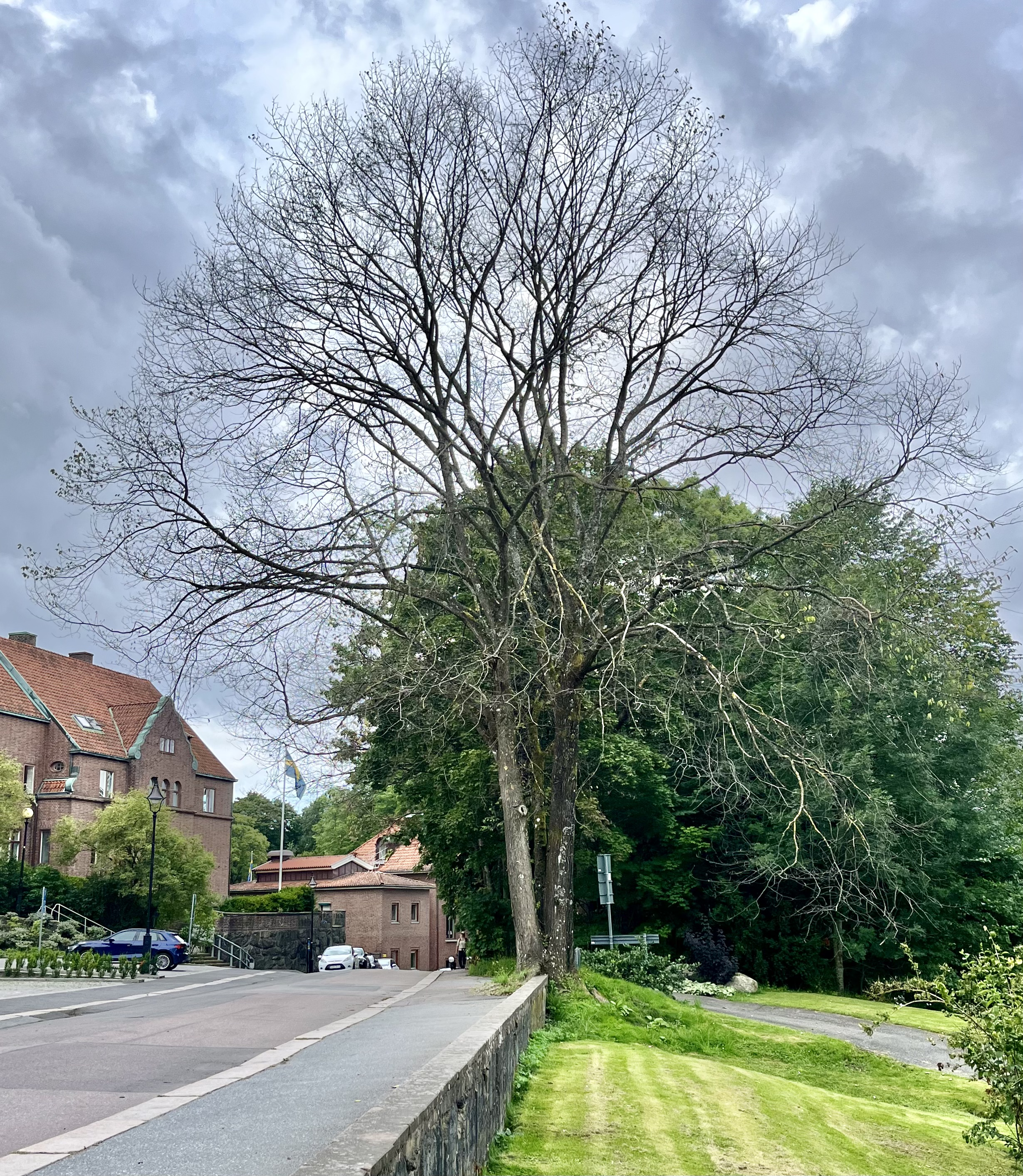
Alm i Göteborg 2024, drabbad av almsjuka.

Almsjuka är en svampsjukdom som angriper almar inom släktena Ulmus och Zelkova, orsakas av svamparna Ophiostoma ulmi, Ophiostoma novo-ulmi och Ophiostoma himal-ulmi, och sprids främst av almsplintborrar av släktet Scolytus. 
Ophiostoma ulmi orsakade första utbrottet av almsjuka, som identifierades på 1920-talet av den nederländska växtpatlogen Christine Buisman, som forskat på sjukdomen tillsammans med Bea Schwarz och Johanna Westerdijk. Den extremt smittsamma svampen Ophiostoma novo-ulmi har haft en förödande effekt på almar i Europa och Nordamerika sedan slutet av 1960-talet.

## Utbredning och spridning
- Ophiostoma ulmi tros ursprungligen härstamma från Asien, men spreds av människan till Amerika, Europa och Nya Zeeland. Första kända fallen i Europa dök upp kring 1910, och nådde Noramerika med timmertransporter 1928.[6]
- Ophiostoma himal-ulmi,[7] är endemisk för västra Himalaja.
- Ophiostoma novo-ulmi, härstammar från Japan och dök först upp i Europa och Nordamerika på 1940-talet.[8][9]

Idag är almsjukan utbredd över i stort sett alla de länder, där almar av släktena Ulmus och Zelkova har sitt utbredningsområde.

### Förekomst i Sverige
Almsjuka är känd i Sverige sedan 1950-talet. Främst förekommer den i de södra delarna av landet, inklusive Gotland. Den mycket smittsamma O. novo-ulmi, kom till Sverige på 1970-talet, och drabbade då framförallt Skåne, Göteborgsregionen och Mälardalen. Den senare arten har numera ersatt O. ulmi på de flesta ställen i Sverige.[källa behövs]

## Patologi
Almsjuka sprids i första hand av almsplintborrar av släktet Scolytus, och i andra hand av överväxt från träd till träd via rotkontakt. Almsjukesvampen växer i trädets näringsbanor, varvid dessa täpps igen, så att almen vissnar. Även friska, unga almar drabbas, och tiden från insjuknande till död kan handla om månader eller några år. Almsplintborrarna som sprider almsjukesvampens sporer, bor under barken på vuxna träd, där larverna utvecklas och förpuppas. När de flugit ut som nykläckta skalbaggar, äter de finbark i kvistspetsarna på almar av alla åldrar. Både vid näringsgnag och vid förökningen under bark smittar de ner de träd de finns på.

## Bildgalleri

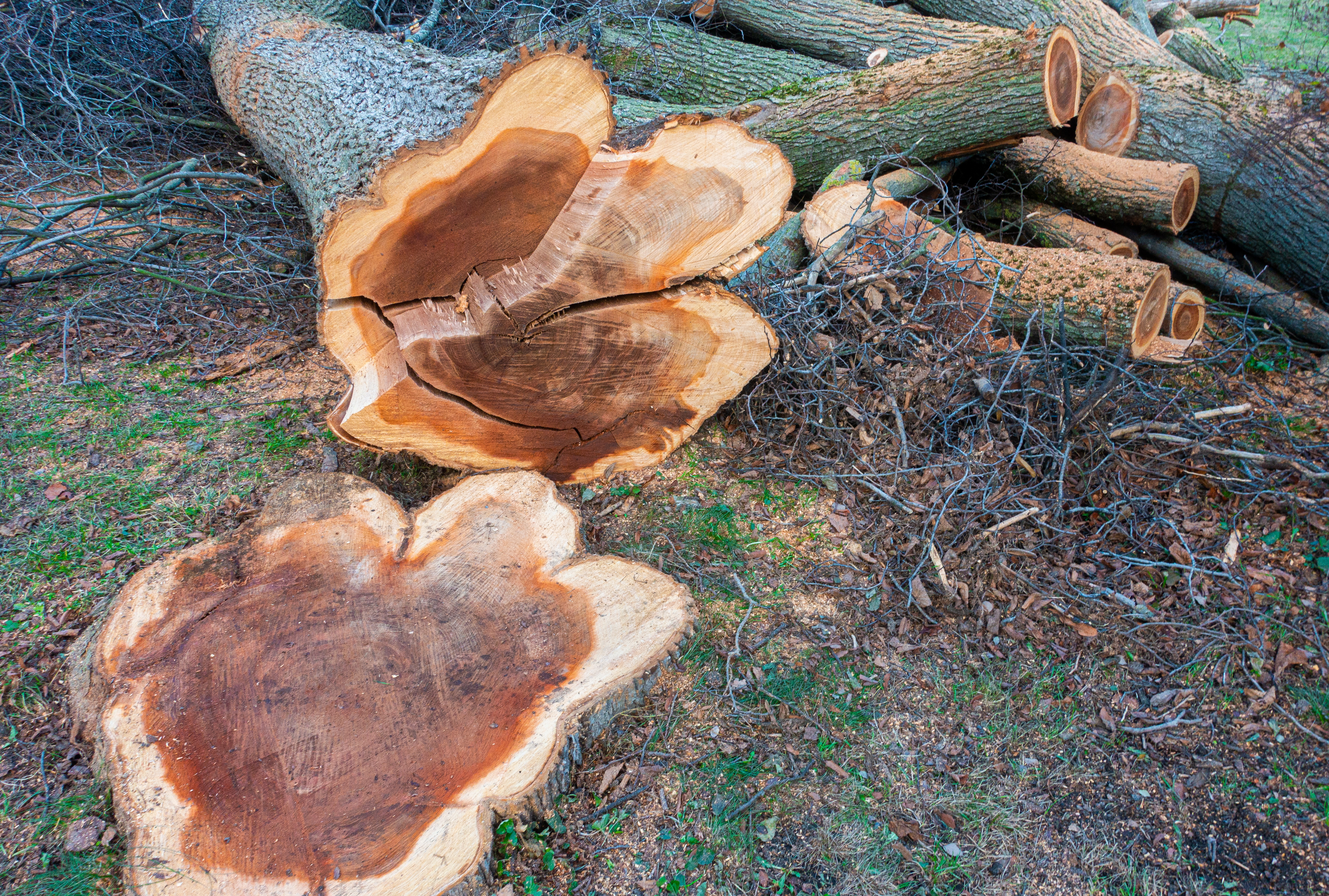
På stubben av en alm syns hur almsjukan dödat trädet inifrån.
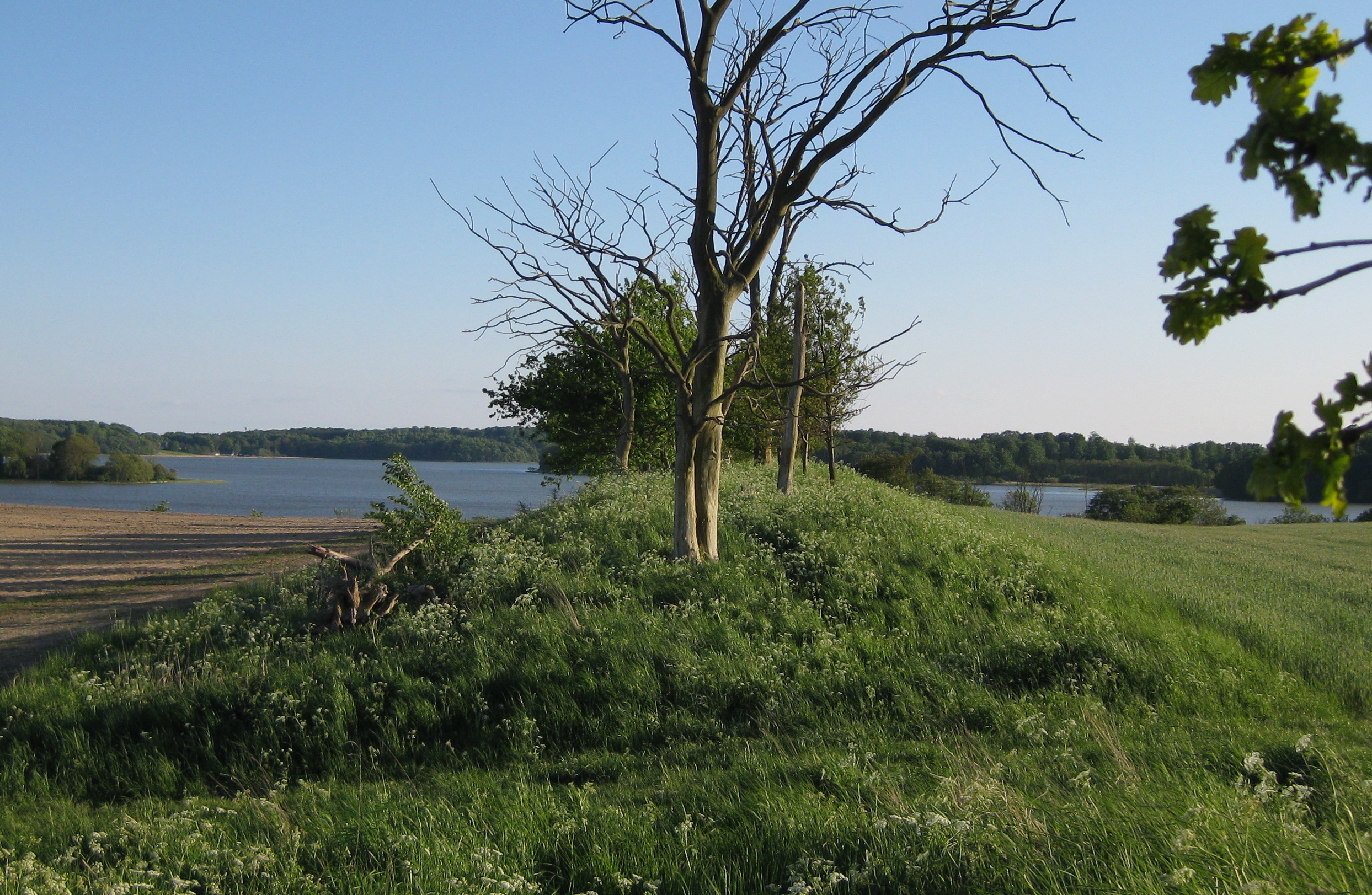
Döda almar på fornborgen Borravallen